# Dzika przyroda Turkmenistanu

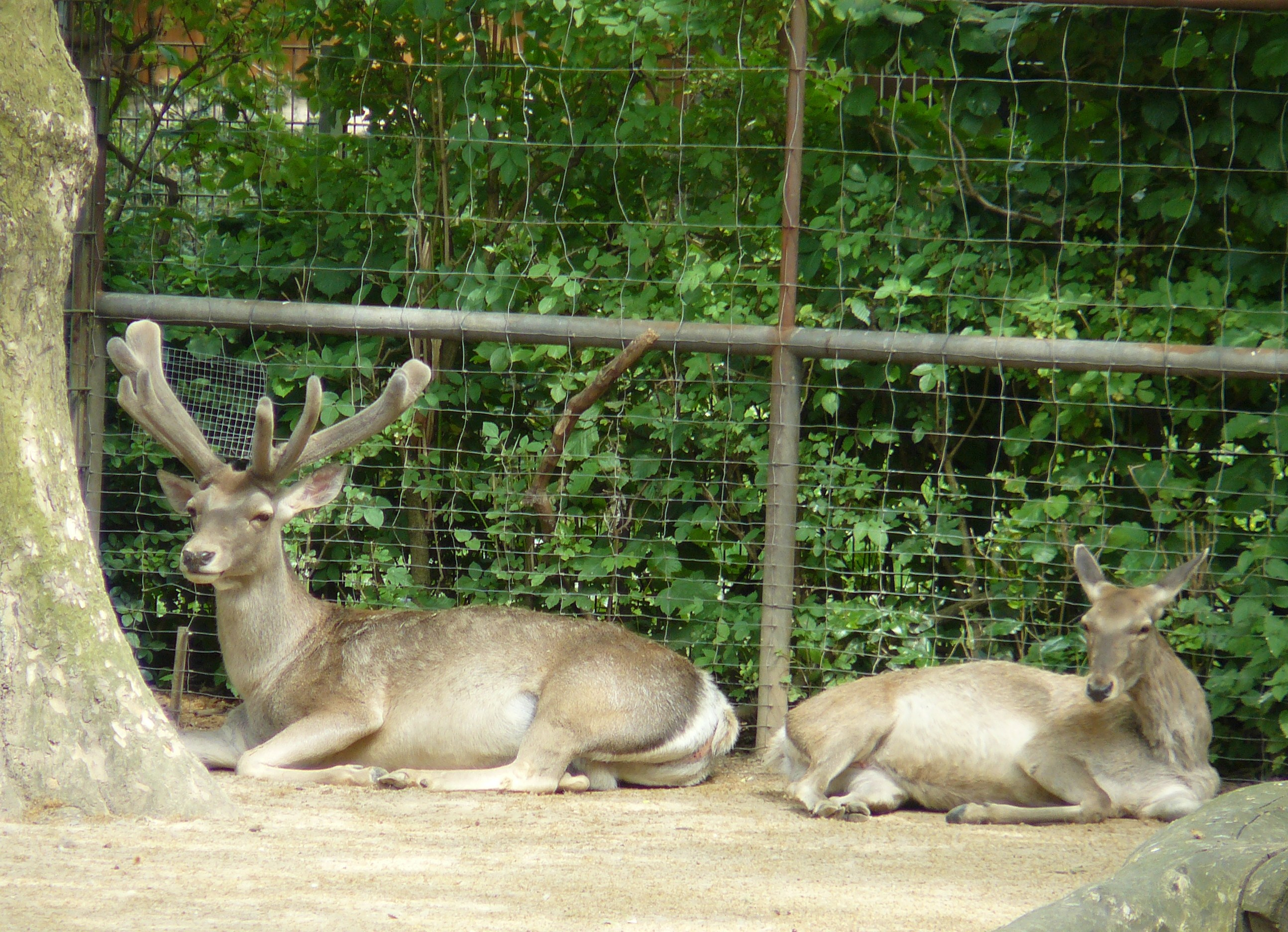
Para zagrożonych wyginięciem jeleni z Azji Środkowej

Dzika przyroda Turkmenistanu, czyli fauna i flora oraz ich siedliska naturalne. Turkmenistan to kraj w Azji Środkowej, na wschód od Morza Kaspijskiego. Dwie trzecie kraju to gorące, suche równiny i pustynia, a reszta to tereny bardziej górzyste. Latem opady deszczu są bardzo niewielkie, a największe opady występują w południowej części kraju zimą i wiosną. Łagodniejsze zimy występują na wybrzeżu Morza Kaspijskiego.
Zimą na pustyni wzrost roślin jest ograniczony, wyrastają trawy, kserofity i krzewy, a wraz z nadejściem wiosny deszcze sprzyjają wzrostowi i kwitnieniu roślin efemerycznych. Góry na południu kraju porośnięte są krzewami i lasami jałowcowymi, a większe drzewa rosną w wąwozach i dolinach rzek.
W Turkmenistanie występuje szeroka gama zwierząt, w tym 91 gatunków ssaków, 82 gatunki gadów i prawie 400 gatunków ptaków. W celu zachowania naturalnego krajobrazu i ochrony dzikiej przyrody utworzono wiele rezerwatów i rezerwatów przyrody.

## Geografia Turkmenistanu
Osobny artykuł: Geografia Turkmenistanu

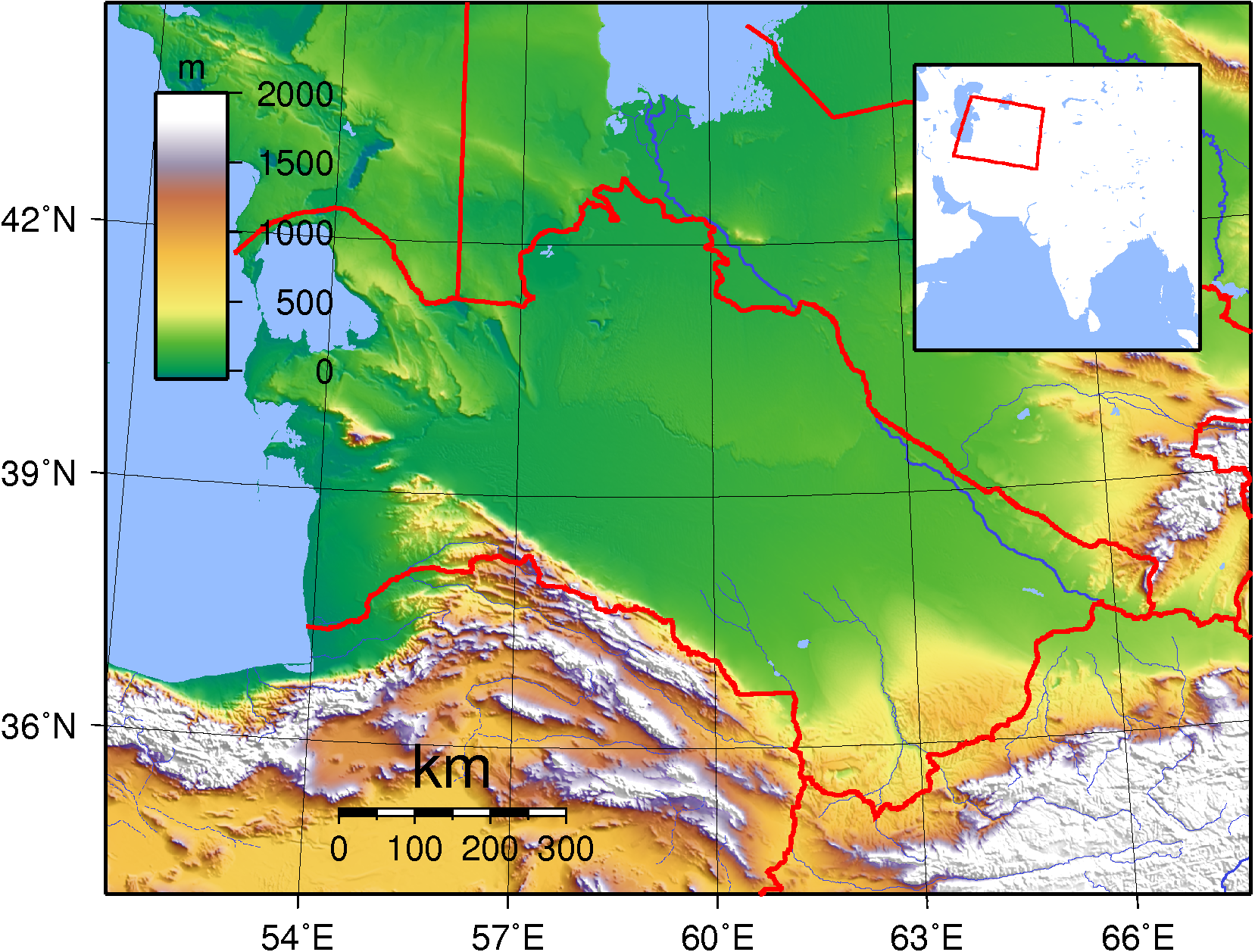
Turkmenistan – mapa topograficzna

Turkmenistan ma powierzchnię prawie 500 000 km² (193 100 mil kwadratowych). Iran i Afganistan leżą na południu, Uzbekistan na północnym wschodzie, a Kazachstan na północnym zachodzie. Ze strony zachodniej przebiega długa linia brzegowa Morza Kaspijskiego. Większość powierzchni to płaski, pofałdowany, piaszczysty teren tworzący pustynię Kara-kum. Na południowy zachód od kraju, na granicy z Iranem, leży pasmo górskie Kopet-Dag. Region ten charakteryzuje się pogórzami, suchymi i piaszczystymi zboczami, płaskowyżami górskimi i stromymi wąwozami; tutaj najwyższym punktem jest góra Sahsah (2912 m n.p.m.). Teren wznosi się również w południowo-wschodnim krańcu kraju w kierunku pasm górskich Afganistanu. Na skrajnym wschodzie Turkmenistanu znajduje się pasmo Köýtendag, z najwyższą w kraju górą Ajribaba, o szczycie na wysokości 3138 m n.p.m.

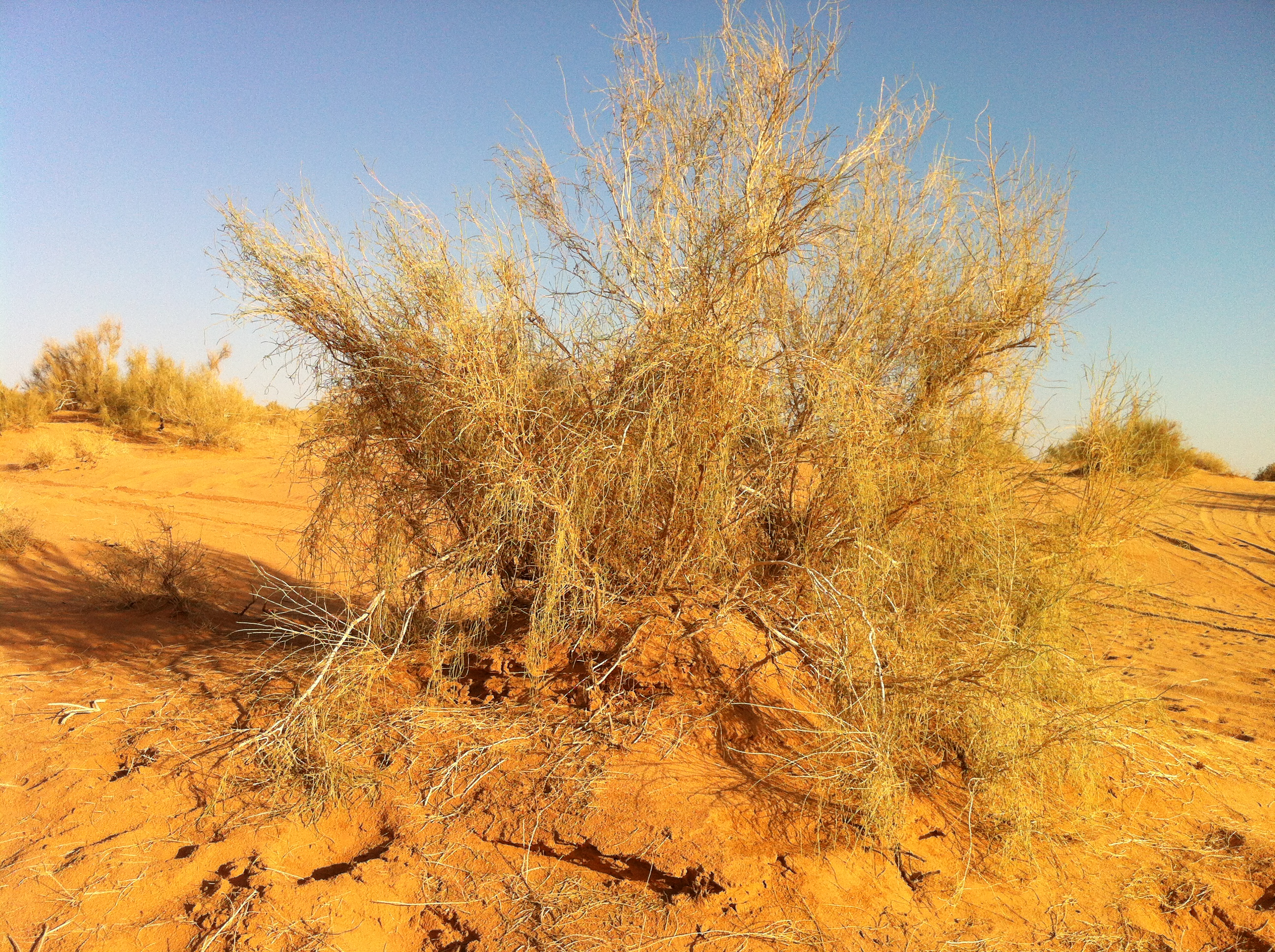
Saksauł biały

Rzeki Murgab i Hari Rod wypływają z Afganistanu a ich ujścia znajdują się na pustyni Karakum, na terenie Turkmenistanu. Rzeka Atrek jest krótszą rzeką wypływającą z Iranu, ale docierającą do Morza Kaspijskiego dopiero w czasie powodzi. Rzeka Amu-daria płynie na północny zachód w pobliżu granicy z Uzbekistanem, a następnie wpada do pozostałości Jeziora Aralskiego. Zatoka Kara Bogaz Goł to duża płytka laguna, która czasami łączy się z Morzem Kaspijskim i ma znacznie wyższe zasolenie, przewyższające słynne hipersalinowe (jezioro o zawartości soli powyżej 50%) Morze Martwe.

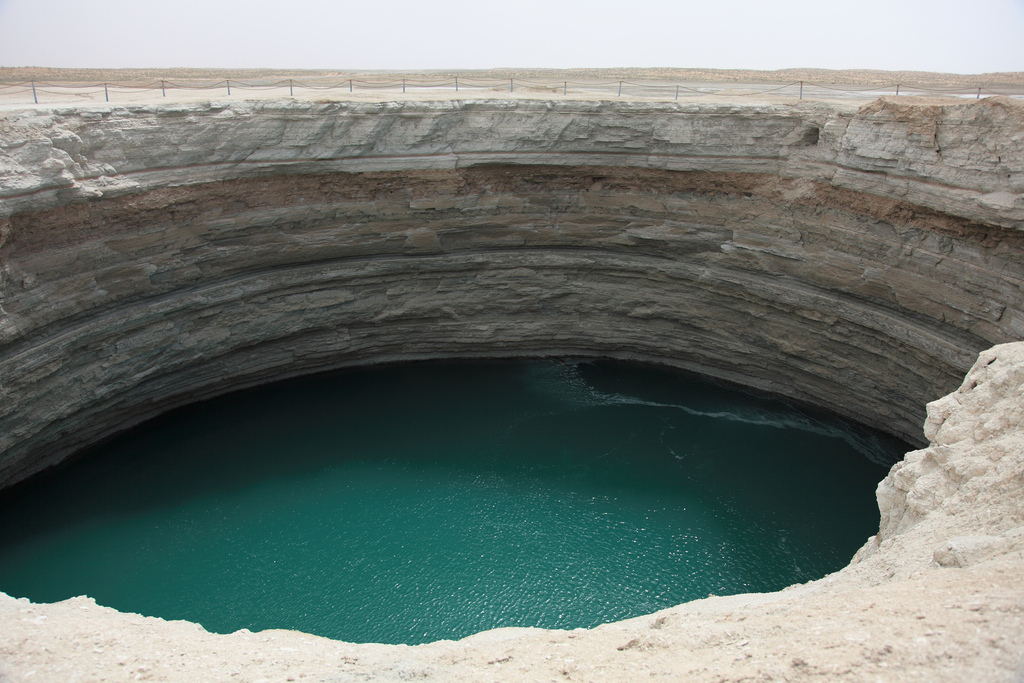
Krater jeziora w Derweze, Turkmenistan

Z wyjątkiem wybrzeża Morza Kaspijskiego, klimat Turkmenistanu jest kontynentalny, z gorącymi, suchymi latami i średnią temperaturą w lipcu przekraczającą 30 °C (86 °F). Na pustyni Kara-kum temperatury w lecie mogą osiągnąć 50 °C (122 °F), podczas gdy na wybrzeżu są nieco mniej gorące, ale za to bardziej wilgotne. Zimą północ jest zimna i wilgotna, ze średnią temperaturą w styczniu od −10 do 0 °C (14 do 32 °F), podczas gdy południe jest nieco mniej zimne i również wilgotne, ze średnią temperaturą powyżej 0 °C (32 °F). Dzienny zakres temperatur jest na wysokim poziomie. Najwięcej opadów występuje w górach, głównie zimą i wiosną, gdzie indziej opady są niskie, a na większości kraju występują niedobory wody.

## Ekoregiony
Ekoregiony w Turkmenistanie obejmują środkowoazjatycką pustynię południową obejmującą większą część środkowej i północnej części kraju oraz lasy Kopet-Dag i stepy leśne w południowo-zachodniej części. Ten pagórkowaty i górzysty ekoregion ma charakter mieszany, ukazujący wpływ śródziemnomorskich i turańskich regionów biogeograficznych.

## Flora
W Turkmenistanie odnotowano ponad 2000 gatunków roślin naczyniowych, w tym 462 gatunki reliktowe i endemiczne. Największa różnorodność występuje w górach na południu, gdzie rośnie wiele ważnych gospodarczo drzew owocowych, w tym persymona, migdałowiec, wiśnia, granat i figa.

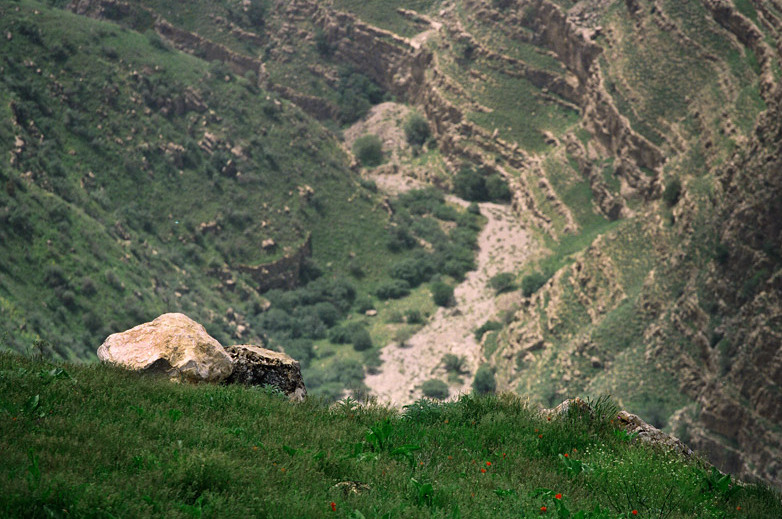
Góry Kopet-dag w maju

Lasy Kopet-Dag składają się z lasów kserowych, krzewiastych znanych jako „Shiblyak”, lasów jałowcowych i lasów łęgowych. W lasach Shiblyak dominują klon turkmeński (Acer turcomanicum), głóg i dwukolczak śródziemnomorski. Na większych wysokościach występuje mniej klonów, natomiast dominującymi drzewami są głogi, jałowiec Juniperus turcomanica i brzostownica kaukaska. Na szczytach gór głównymi członkami zbiorowiska roślinnego są trawy i rośliny poduszkowe. W wąwozach o stromych zboczach rosną orzechy włoskie, jesion syryjski, Thelycrania meyeri, śliwa wiśniowa, wiciokrzew Lonicera floribunda, jeżyna Rubus sanguinoides.

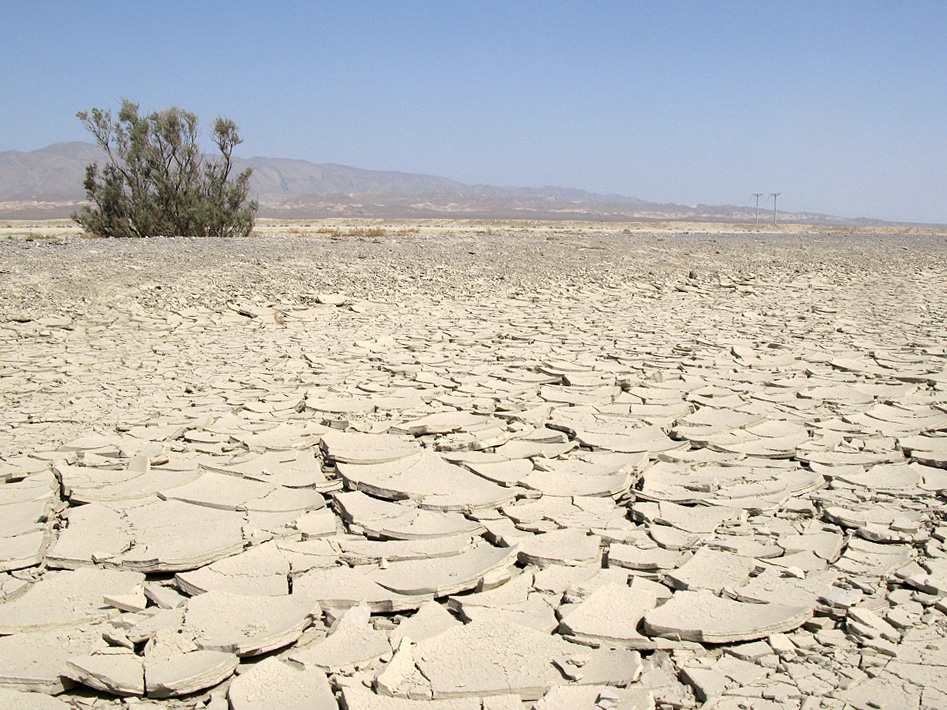
Takyry na Pustyni Kara-kum

Duża część pozostałej części kraju tworzy ekoregion Środkowoazjatyckiej Pustyni Południowej, który obejmuje pustynię Kara-kum, południową część pustyni Kyzył-kum i inne obszary z falistymi wydmami, piaszczystymi płaskowyżami i równinami aluwialnymi. Latem na tym obszarze praktycznie nie pada deszcz, a ekstremalne upały powodują, że o tej porze roku rośnie niewiele roślin. Zimą występują pewne opady o znacznie niższych temperaturach, a trawy, takie jak stokłosa i rośliny naczyniowe, jak malkolmia, Koelpinia i Amberboa. W marcu i kwietniu pojawiają się rośliny efemeryczne, w tym pustynnik, rabarbar, tulipany, jednak pod koniec maja ustępują one miejsca letniej suszy. Zbiorowiska słonorośli rosną na równinach aluwialnych wraz z asafetydą, Ephedra strobilacea (przęślowate) oraz saksaułem czarnym i saksaułem białym. Wśród wydm rośnie akacja piaskowa i kilka gatunków kandymu.
Pas przybrzeżny składa się z piaszczystych i gliniastych pustyń solnych, niedawno odsłoniętych przez cofającą się linię brzegową. Ma nieskonsolidowane wydmy i jest słabo porośnięty roślinami lubiącymi sól. Obszar ten, charakteryzujący się łagodniejszym klimatem i mgłami napływającymi czasami znad Morza Kaspijskiego, jest domem dla wielu z 90 gatunków porostów występujących w tym kraju. Innym środowiskiem bogatym w porosty są takyry, które tworzą się w postaci łuszczących się skorup na wysychających równinach gliniastych.

## Fauna

### Ssaki

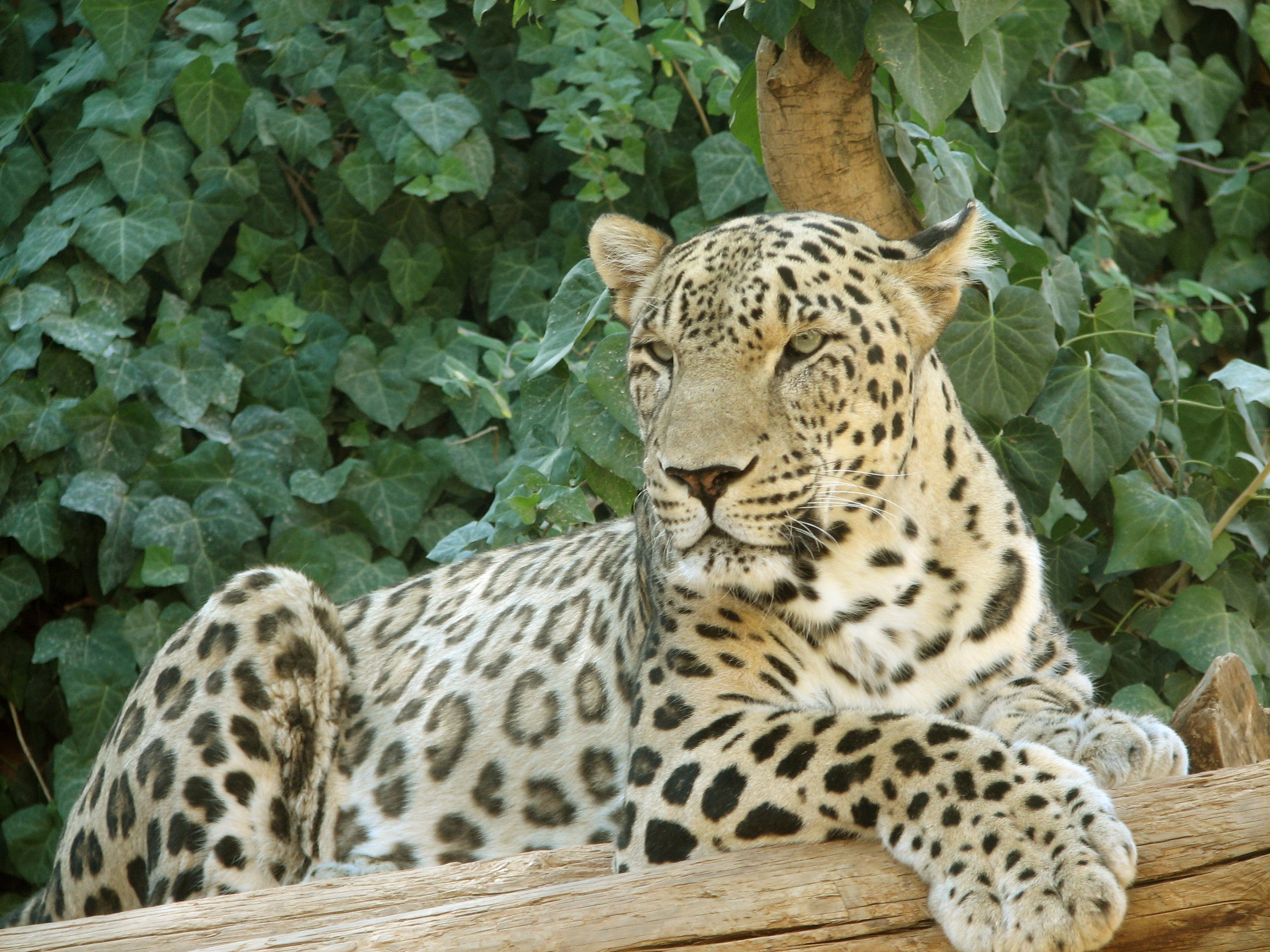
Lampart perski, największy podgatunek lamparta

Turkmenistan ma różnorodne siedliska, w których żyje wiele zwierząt. W kraju odnotowano 83 gatunki ssaków, z których niektóre są zagrożone. W jaskiniach żyją nietoperze, lamparty, niedźwiedzie, owce górskie, dzikie osły, a także gazele czarnoogonowe w górach oraz foki w Morzu Kaspijskim. Na pustyniach występują takie gatunki jak: jeż uszaty, jeż Brandta i zając pustynny, a także myszoskoczki, skoczki i inne gryzonie.
Do zagrożonych gatunków ssaków należą podkowiec Blasiusa, dwa podgatunki niedźwiedzia brunatnego euroazjatyckiego, ryś euroazjatycki, azjatycki podgatunek geparda, lampart, hiena pasiasta, kot pallasowy, kot piaskowy, karakal, nerpa kaspijska, jeleń szlachetny, dzika koza turkmeńska, markur i turkmeńska owca górska.
Myszochomik Calomyscus mystax jest jednym z wielu ssaków endemicznych dla tego regionu. Innym jest ratel turkmeński, podgatunek miodożera.

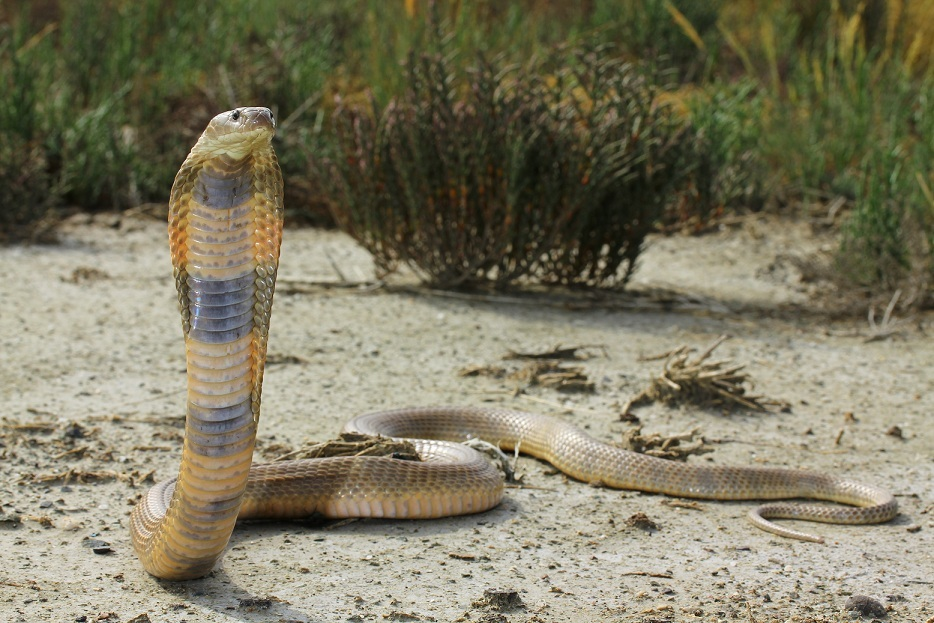
Kobra środkowoazjatycka w defensywnej postawie

### Gady
Występują także liczne gady – odnotowano 82 gatunki. Do najczęściej spotykanych należą waran szary, żółw błotny, żółw kaspijski, żółw rosyjski, zaskroniec rybołów i efa piaskowa. Występują także scynkowate, gekony, agamy, jaszczurki eremias, żółtopuzik bałkański, żmije, węże eskulapa i ślepucha robakowata. Turkmeński gekon powiekowy to kolejny rodzimy gatunek.

### Płazy
Płazy są znacznie rzadsze, odnotowano 5 gatunków, w tym ropuchę zieloną i żabę błotną.

### Ryby
Oprócz ryb słodkowodnych występujących w strumieniach, rzekach i jeziorach Morze Kaspijskie jest domem dla 124 gatunków ryb, głównie endemicznych.

### Ptaki
W kraju odnotowano prawie czterysta gatunków ptaków. Wiele z nich to gatunki osiadłe, inne migrują i po prostu przelatują, a jeszcze inne zimują w Turkmenistanie. Niektóre z nich to kaczki, gęsi i łabędzie zamieszkujące wybrzeża Morza Kaspijskiego o tej porze roku. Największym jeziorem w kraju jest Jezioro Sarykamyskie, na granicy z Uzbekistanem; jest to obecnie rezerwat przyrody przyciągający dzikie ptactwo, w tym pelikany, łyski i kormorany. Nad depresją Yeroylanduz, naturalnym, wylewającym co roku zagłębieniem o powierzchni 300 km², pojawiają się pelikany, flamingi i inne ptaki.
Do ptaków powszechnie spotykanych w Turkmenistanie należą: dzierlatka, kuropatwa górska, bażant zwyczajny, gołąb skalny, turkawka europejska i turkawka wschodnia. Do ptaków drapieżnych należą krogulce zwyczajne, krogulce małe, kurhannik, kania czarna i pustułka zwyczajna. Często spotyka się również ptaki wróblowe; sikorki, muchołówki, słowiki rdzawe, zięby, trznadelki, gajówki i dzierzby.

## Ochrona przyrody
W Czerwonej Księdze Turkmenistanu z 2011 r. znajduje się 29 gatunków zagrożonych lub krytycznie zagrożonych ssaków, 40 gatunków ptaków, 20 gatunków gadów i 14 gatunków ryb. Górzysty obszar Kopet-Dag jest zagrożony nadmiernym wypasem bydła, a większość lasów wycięto na drewno na opał. W przypadku ulewnych deszczów erozja gleby powoduje spływanie błota, niszcząc lasy położone niżej na zboczach i siedliska nad rzekami. I odwrotnie, szczególnie suche lata stworzyły warunki, w których często dochodzi do dzikich pożarów, co naraża wyjątkowe zbiorowiska drzew owocowych i rzadkich ssaków na ryzyko.
W kraju znajduje się wiele rezerwatów przyrody. Państwowy Rezerwat Przyrody Bathyz jest ostoją turkmeńskiego kułana, a Rezerwat Biosfery Repetek chroni pustynną florę i faunę. Inny rezerwat pustynny, Rezerwat Przyrody Bereketli Garagum, został utworzony w 2013 r. i ma „zaprojektowany w celu zachowania unikalnego systemu ekologicznego i zasobów naturalnych pustyni Karakum”. Rezerwaty przyrody Köýtendag i rezerwaty przyrody Gaplaňgyr to rezerwaty górskie w różnych częściach kraju. Chociaż rezerwaty te przyczyniają się do ochrony dzikiej przyrody, czasami brakuje im skutecznego zarządzania, w związku z czym nadal ma miejsce kłusownictwo i niszczenie siedlisk.